# 에룰라
에룰라(Erula, 갈루레세: Èrula, 사르데냐어: Èrula)는 이탈리아 사르데냐 주 사사리도에 있는 코무네이다. 칼리아리에서 북쪽으로 약 180 킬로미터 (110 mi), 사사리에서 동쪽으로 약 35 킬로미터 (22 mi) 떨어져 있다. 2004년 12월 31일 기준 인구는 807명이고 면적은 40.1 제곱킬로미터 (15.5 mi2)이다.
에룰라 코무네에는 프라치오네 (행정 구역, 주로 마을과 촌락)인 사멜라와 테틸레가 있다.
에룰라는 다음 코무네와 접해 있다: 키아라몬티, 오지에리, 페르푸가스, 템피오파우사니아, 툴라.